# Callosciurus orestes
Callosciurus orestes — вид гризунів родини Sciuridae. Він є ендеміком північної частини Борнео (Індонезія, Малайзія). Здається, що він мешкає лише в нижніх гірських лісах та верхніх діптерокарпових лісах. Він активний на невеликих та середніх деревах, харчуючись фруктами та чорними мурахами.

## Характеристики
C. orestes досягає довжини тіла близько 15 сантиметрів, хвіст також досягає довжини приблизно від 14 до 15 сантиметрів, а ваги — близько 280 грамів. Забарвлення спини тварини коричневе з дрібними цятками світлішого коричневого кольору. За вухами у цього виду є піщана пляма та тонкі смужки з боків, верхня частина яких біла, а нижня — чорна. Черево сіре, іноді темно-сіре або світліше з червонуватим відтінком.

## Спосіб життя
Як і всі інші види роду, C. orestes веде переважно деревний спосіб життя. Вона зустрічається лише в лісах нижніх та середньогірних регіонів і, можливо, рідше, у високогірних лісах диптерокарпових дерев. Вона живе переважно на невеликих та середніх деревах і, харчується переважно рослинами, особливо фруктами, а також комахами, переважно мурахами.